# Boay Akonay
Boay Akonay (né le 3 janvier 1970 et mort le 29 juin 2013) est un athlète tanzanien, spécialiste des courses de fond.

## Biographie
Il remporte la médaille de bronze de l'épreuve individuelle des premiers championnats du monde de semi-marathon à Newcastle upon Tyne au Royaume-Uni, derrière le Kényan Benson Masya et l'Argentin Antonio Silio.
Treizième du 10 000 mètres lors des Championnats du monde 1993 à Stuttgart, il remporte en 1994 le Marathon de Fukuoka dans le temps de 2 h 9 min 45 s.

### Palmarès
| Date | Compétition                            | Lieu                | Résultat | Performance |
| ---- | -------------------------------------- | ------------------- | -------- | ----------- |
| 1992 | Championnats du monde de semi-marathon | Newcastle upon Tyne | 3e       | Individuel  |
| 1993 | Championnats du monde                  | Stuttgart           | 13e      | 10 000 m    |

### Records
| Épreuve       | Performance    | Lieu          | Date              |
| ------------- | -------------- | ------------- | ----------------- |
| 10 000 m      | 28 min 18 s 97 | Stuttgart     | 20 août 1993      |
| Semi-marathon | 1 h 0 min 45 s | South-Shields | 20 septembre 1992 |
| Marathon      | 2 h 8 min 35 s | Boston        | 18 avril 1994     |